# Томхей Тмімім
«Томхей Тмімім» (івр. תומכי תמימים) — центральна єшива хасидського руху Чабад-Любавич. Заснована рабином П'ятим Любавічеського Ребе в 1897 році в містечку Любавичі, це тепер всесвітня мережа закладів передового вивчення Тори. Томхей Тмімім також сприймається своїми учнями та вчителями як духовний орден. На відміну від інших ешив, єврейську філософію (хасидут) вивчають нарівні з відкритою частиною Тори (Талмуд, Шулхан арух і т. ін.).
На даний момент існує безліч відділень цієї єшиви в усьому світі.